# Actia cornuta
Actia cornuta là một loài ruồi trong họ Tachinidae.